# Municipio de Baer
El municipio de Baer (en inglés, Baer Township) es un municipio del condado de Hettinger, Dakota del Norte, Estados Unidos. Según el censo de 2020, tiene una población de 19 habitantes.
Abarca una zona exclusivamente rural.

## Geografía
Está ubicado en las coordenadas 46°14′30″N 102°3′17″O / 46.24167, -102.05472 (46.241797, -102.054774). Según la Oficina del Censo de los Estados Unidos, tiene una superficie total de 83.87 km², de la cual 83.65 km² corresponden a tierra firme y 0.22 km² son agua.

## Demografía
Según el censo de 2020, hay 19 personas residiendo en la zona. La densidad de población es de 0.23 hab./km². La totalidad de los habitantes son blancos. No hay hispanos o latinos viviendo en la región.